# تپه باغ رستم
تپه باغ رستم مربوط به دوران‌های تاریخی پس از اسلام است و در شهرستان شوشتر، ۱۰۰ متریتی غرب جاده گاومیش آباد واقع شده و این اثر در تاریخ ۵ آذر ۱۳۸۰ با شمارهٔ ثبت ۴۳۴۵ به‌عنوان یکی از آثار ملی ایران به ثبت رسیده است.